# 福聖承道
福聖承道（ふくせいしょうどう）は、西夏の毅宗の治世で用いられた元号。1053年 - 1056年。

## 西暦・干支との対照表
| 福聖承道 | 元年   | 2年    | 3年    | 4年    |
| 西暦     | 1053年 | 1054年 | 1055年 | 1056年 |
| 干支     | 癸巳   | 甲午   | 乙未   | 丙申   |